# Акцизные марки Украины

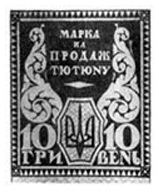
Проект акцизной марки УНР на продажу табака (1918). Автор — Г. Нарбут

Акци́зные ма́рки Украи́ны ведут свою историю со времён существования Украинской Народной Республики (1917—1919), когда был подготовлен проект марок на продажу табака, которые, однако, в силу сложившихся обстоятельств не увидели свет.
В постсоветское время акцизные марки стали применяться с середины 1990-х годов. Акцизный сбор на территории современной Украины был утверждён указом президента от 18 сентября 1995 года «Об утверждении акцизного сбора на алкогольные напитки и табачные изделия». Этим же указом Кабинету Министров Украины предписывалось в двухнедельный срок утвердить правила изготовления, хранения и продажи марок акцизного сбора и маркирования алкогольных напитков и табачных изделий. 24 октября 1996 года вышло постановление Кабинета министров Украины «Об утверждении Положения о производстве, хранении, продаже марок акцизного сбора и маркирования алкогольных напитков и табачных изделий и порядка реализации или уничтожения конфискованных алкогольных напитков и табачных изделий», которое вводило в обращение на территории Украины акцизные марки.

## Для маркировки алкогольной продукции
Существует несколько выпусков акцизных марок Украины. Первый был осуществлён в 1996 году. Согласно Положению, утверждённому постановлением Кабинета министров Украины, марки акцизного сбора изготавливались из бумаги и имели следующие размеры: длина 160 мм, ширина 20 мм.
Каждая марка акцизного сбора имела свой отдельный номер. Нумерация марок акцизного сбора на алкогольные напитки состояла из серии из двух букв и семизначного номера. Кроме этого нумерация марки включала надпись, состоящую из букв «АІ» или «АВ» (начальные буквы слов «алкоголь» и «импорт» или «отечественный» (укр. «вітчизняний») и двузначной и однозначной цифры (год и квартал выпуска марок), разделённых между собой косыми линиями.
В 1998 году Постановлением Кабинета министров Украины от 10 декабря 1998 года были введены в обращение марки акцизного сбора на алкогольные напитки иностранного производства с содержанием этилового спирта от 1,2 до 8,5 % объёмных единиц, которые включали надпись «1,2—8,5 %». С 1 марта 1999 года ввоз на таможенную территорию Украины алкогольных напитков с содержимым этилового спирта от 1,2 до 8,5 % объёмных единиц без марок акцизного сбора был запрещён.

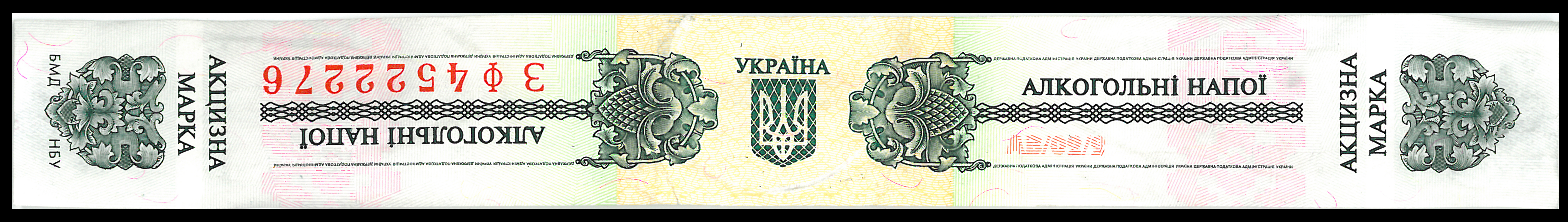
Акцизная марка на алкогольную продукцию образца 1996 года

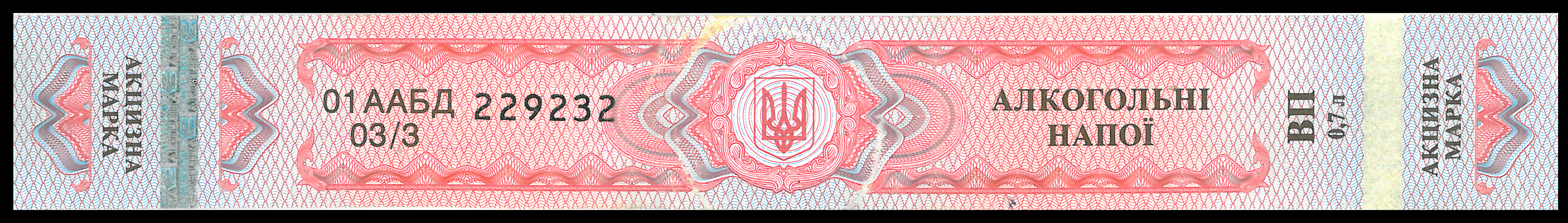
Акцизная марка на винодельческую продукцию украинского производства образца 2003 года

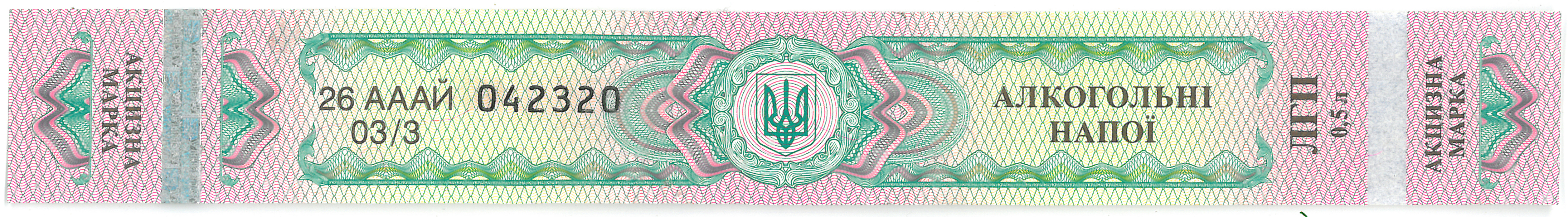
Акцизная марка на ликёро-водочную продукцию иностранного производства образца 2003 года

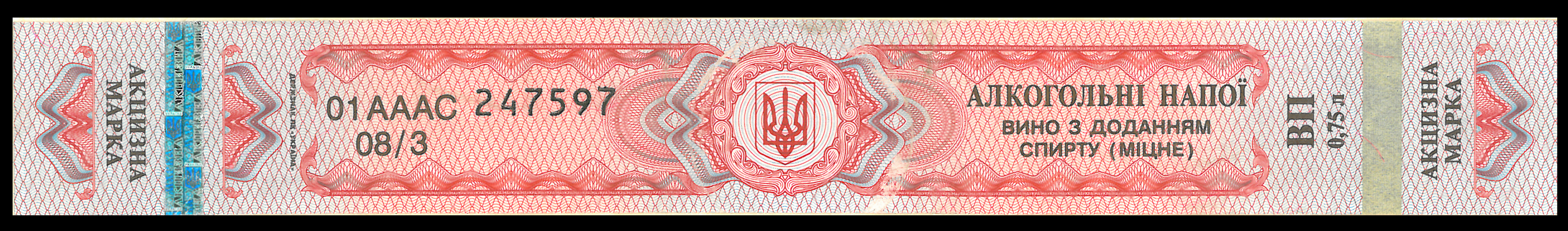
Акцизная марка на креплёное вино образца 2005 года (Крым)

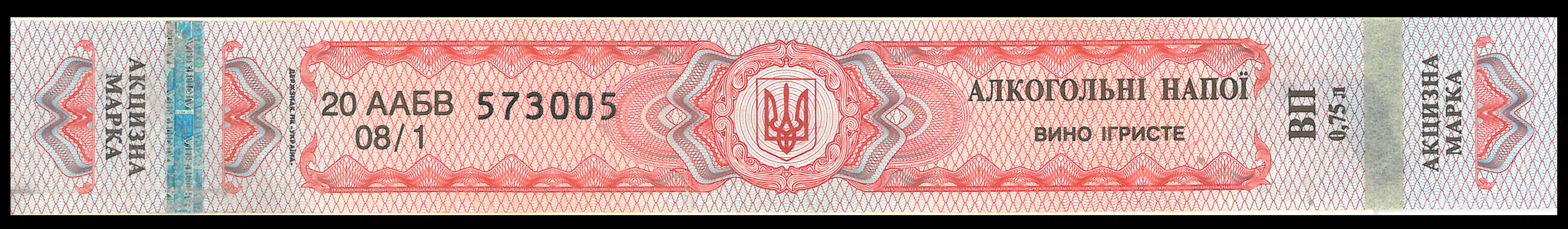
Акцизная марка на игристое вино образца 2005 года (Харьковская область)

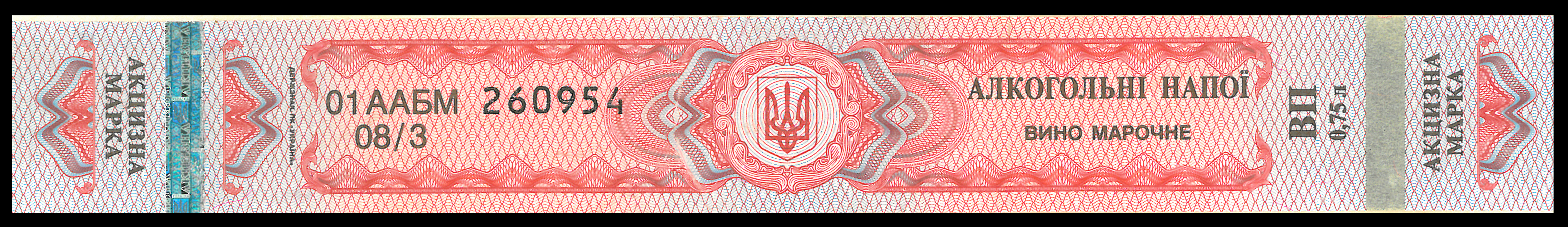
Акцизная марка на марочное вино образца 2005 года (Крым)

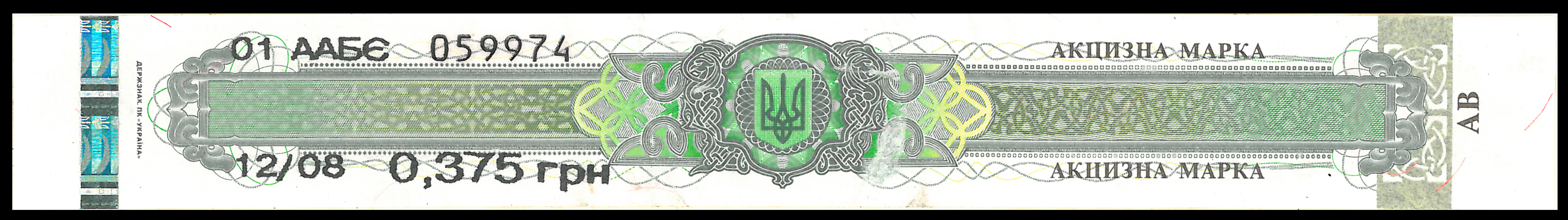
Акцизная марка на алкогольную продукцию образца 2008 года, акцизный сбор — 37,5 коп. (Крым)

Для маркировки конфискованных алкогольных напитков использовалась специальная акцизная марка, которая отличалась от обычной цветом и надписью «Конфіскат».
Решением Кабинета министров Украины от 23 апреля 2003 года с 1 июля того же года в обращение ввели марки акцизного сбора для маркировки алкогольных напитков нового образца с голографическими защитными элементами. Марки на алкогольные напитки иностранного производства имели фиолетовый цвет, украинского — зелёный для ликёро-водочной продукции и красный — для винодельческой продукции. Сквозная нумерация на марках состояла из двух цифр индекса региона Украины по местонахождению производителя продукции, серии и индивидуального для каждой марки номера. Кроме того, на каждую марку наносились дополнительные реквизиты:
- для алкогольных напитков иностранного производства — надпись «АІ», составленная из начальных букв слов «алкоголь импортный», двузначного и однозначного чисел (год и квартал выпуска марок), разделённых косыми линиями. На марку для алкогольных напитков иностранного производства с содержанием этилового спирта от 1,2 до 8,5 процента объёмной единицы наносились также цифры «1,2—8,5 %»;
- для алкогольных напитков украинского производства — надпись «ЛГП» или «ВП», составленная из начальных букв слов «ликёро-водочная продукция» («лікеро-горілчана продукція») и «винодельческая продукция», двузначного и однозначного чисел (год и квартал выпуска марок, разделённых косыми линиями.

В зависимости от вместительности тары, в которую разливается алкогольная продукция украинского производства, на марки наносились дополнительные надписи:
- для ликеро-водочной продукции: «0,05 л», «0,1 л», «0,2 л», «0,25 л», «0,37 л», «0,375 л», «0,4 л», «0,45 л», «0,5 л», «0,61 л», «0,7 л», «0,75 л», «1,0 л и больше»;
- для винодельческой продукции: «0,05 л», «0,1 л», «0,2 л», «0,25 л», «0,375 л», «0,4 л», «0,45 л», «0,5 л», «0,61 л», «0,7 л», «0,75 л», «1,0 л и больше»

Размеры марок второго выпуска не отличались от марок акцизного сбора первого выпуска.
С 1 мая 2005 года Постановлением Кабинета министров Украины в обращение были введены марки акцизного сбора нового образца для маркирования алкогольных напитков в зависимости от содержания этилового спирта в водке или ликёро-водочных изделиях и от вида винодельческой продукции. Для винодельческой продукции были выпущены марки акцизного сбора со следующими надписями: «вино сухое», «вино марочное», «вино полусухое и полусладкое», «вино с добавлением спирта (креплёное)», «вино игристое», «вино газированное», «плодово-ягодное вино», «вермут», «коньяк», «бренди»; для водки и ликёро-водочных изделий с содержанием этилового спирта свыше 8,5 % объёмных единиц — с надписями «содержание спирта этилового до 25 % объёмных единиц» и «содержание спирта этилового 25 % и больше объёмных единиц».
С 1 августа 2008 года постановлением Кабинета министров Украины в обращение были введены марки акцизного сбора нового образца для алкогольных напитков в зависимости от суммы акцизного сбора, уплаченного за единицу маркированной продукции. Марки на алкогольные напитки иностранного производства имеют фиолетовый цвет, украинского — зелёный. Сквозная нумерация на марках состоит из двух цифр индекса региона Украины по местонахождению производителя продукции, серии и индивидуального для каждой марки номера. Кроме того, на каждую марку наносятся следующие реквизиты: надпись, состоящую из начальных букв слов «алкоголь импортный» или «алкоголь отечественный» — «АІ» или «АВ», двух двузначных чисел (год и месяц выпуска марок), разделённые косыми линиями, и сумма акцизного сбора, уплаченная за единицу маркированной продукции, с точностью до тысячного знака.

## Для маркировки табачных изделий

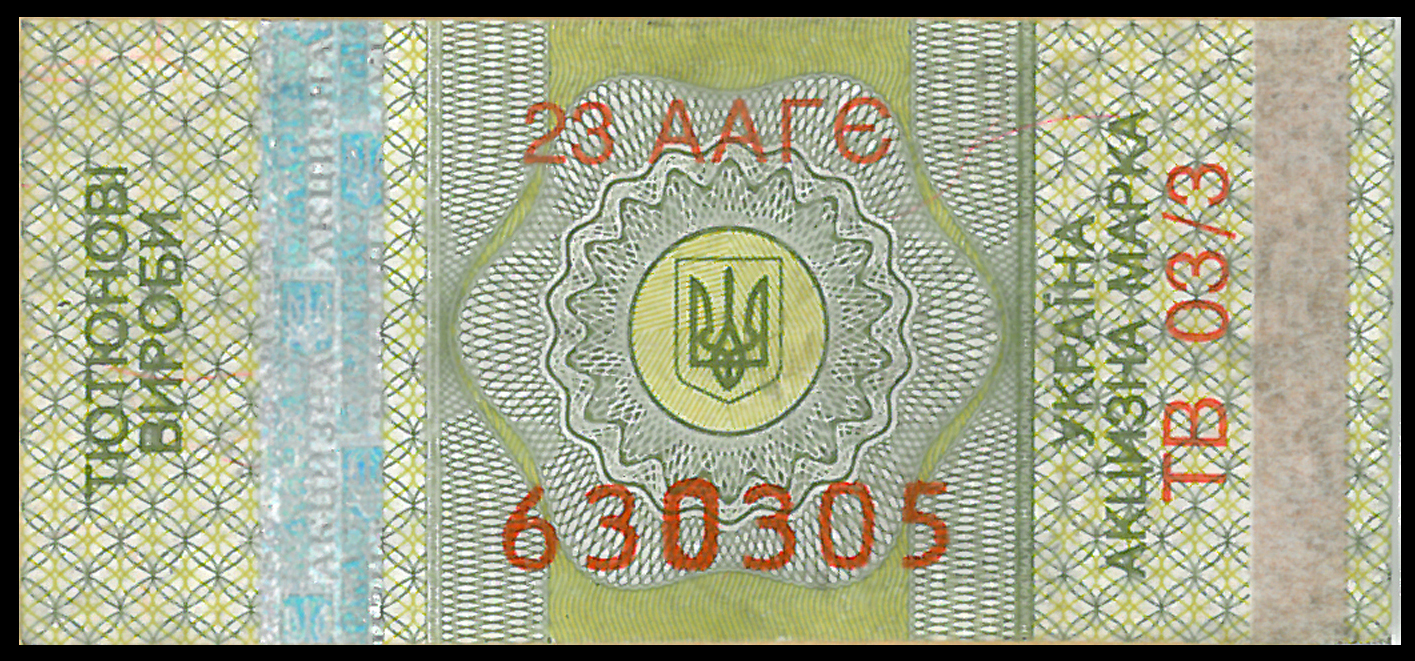
Акцизная марка на табачные изделия образца 2003 года (Черкасская область)

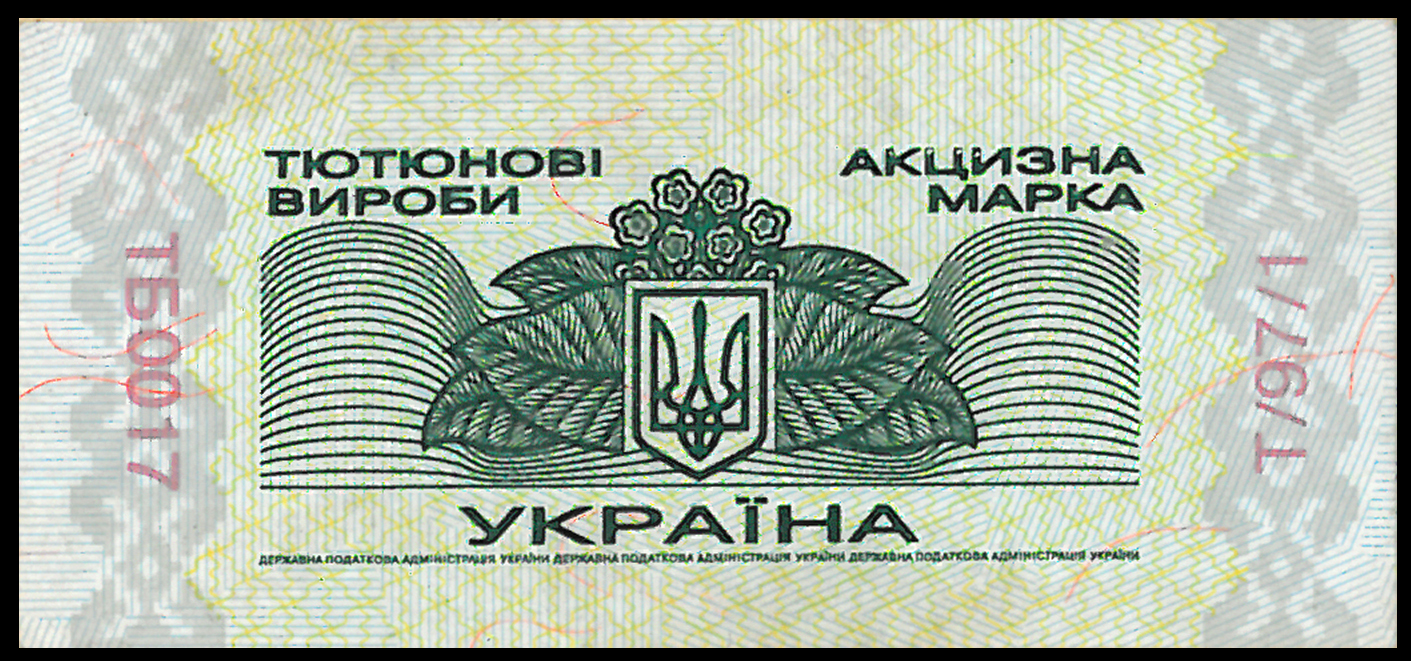
Акцизная марка на табачные изделия образца 1996 года

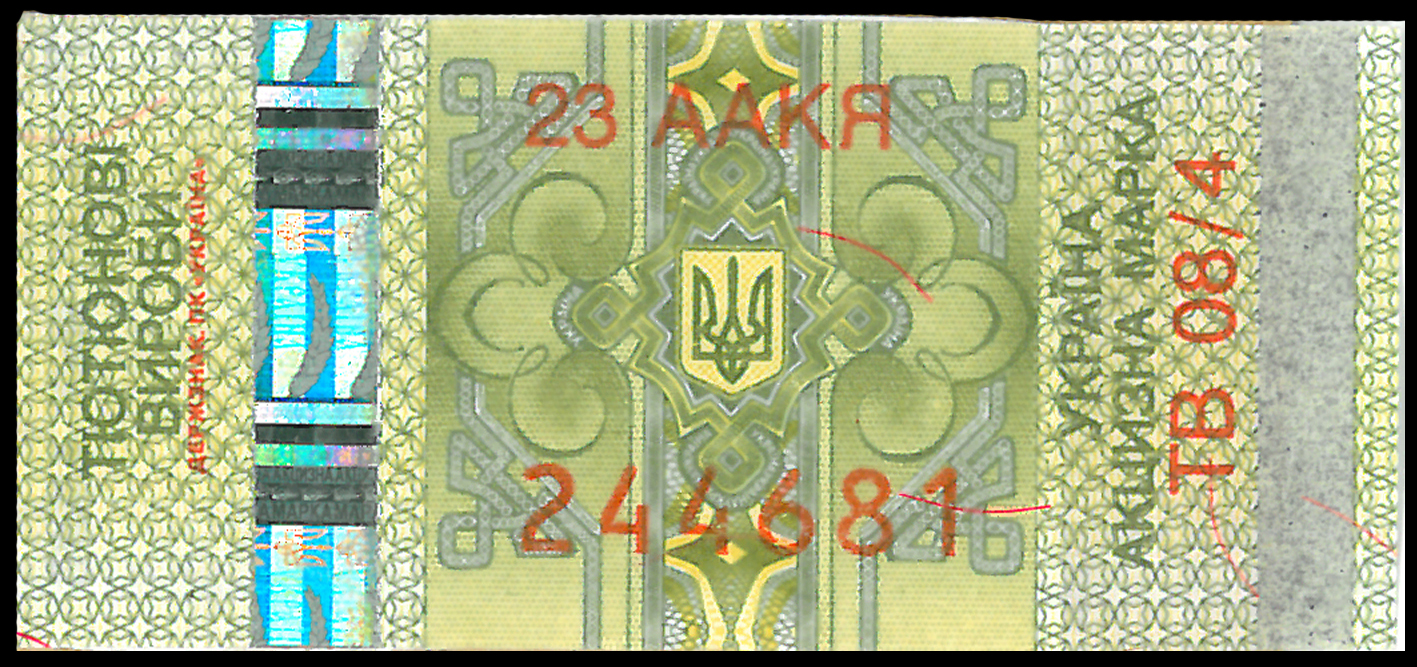
Акцизная марка на табачные изделия образца 2008 года (Черкасская область)

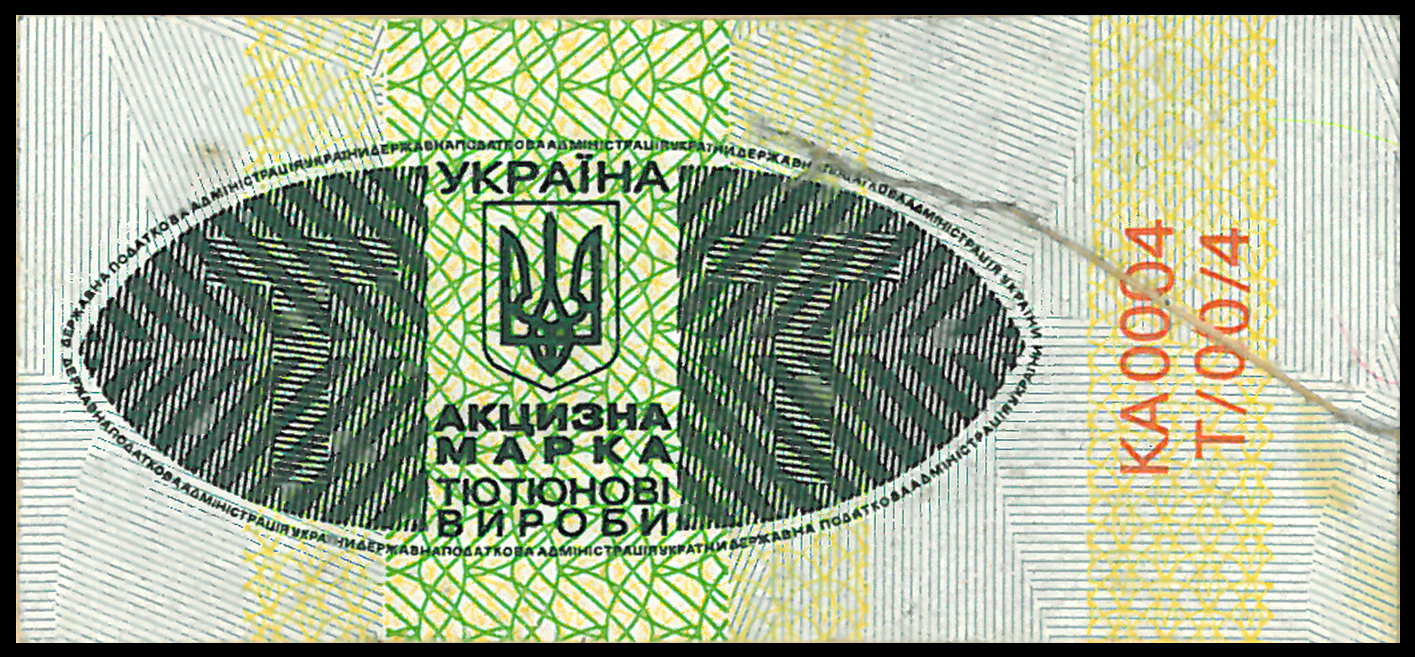
Акцизная марка на табачные изделия образца 2000 года (?)

Постановлением Кабинета министров Украины от 24 октября 1996 года была введена обязательная маркировка табака и табачных изделий. В том же году был осуществлён первый выпуск марок акцизного сбора. Согласно Положению, утверждённому постановлением Кабинета министров Украины, марки акцизного сбора изготавливались из бумаги и имели следующие размеры: длина 44 мм, ширина 20 мм.
Каждая марка акцизного сбора имела свой отдельный номер. Нумерация марок акцизного сбора на табачные изделия состояла из серии из двух букв и номера из четырёх цифр. Кроме этого, нумерация марки включала надпись, состоящую из букв «ТІ» или «ТВ» (начальные буквы слов «табак» и «импорт» или «отечественный», двузначной и однозначной цифры (год и квартал выпуска марки), разделённых между собой косыми линиями.
Для маркировки конфискованных табачных изделий использовалась специальная акцизная марка, которая отличалась от обычной цветом и надписью «Конфіскат».
Решением Кабинета министров Украины от 23 апреля 2003 года с 1 июля того же года в обращение ввели марки акцизного сбора для маркировки табачных изделий нового образца с голографическими защитными элементами. Марки на табачные изделия иностранного производства имели фиолетовый цвет, украинского — зелёный. Сквозная нумерация на марках состояла из двух цифр индекса региона Украины по местонахождению производителя продукции, серии и индивидуального для каждой марки номера. Кроме того, на каждую марку наносились дополнительные реквизиты: надпись «ТІ» или «ТВ»), составленная из начальных букв слов «табак импортный» или «табак отечественный», двузначного и однозначного чисел (год и квартал выпуска марок), разделённых косыми линиями. Размеры марок второго выпуска не отличались от марок акцизного сбора первого выпуска.
С 1 августа 2008 года постановлением Кабинета министров Украины в обращение были введены марки акцизного сбора нового образца для табачных изделий. Марки на табачные изделия иностранного производства имеют фиолетовый цвет, украинского — зелёный. Сквозная нумерация на марках состоит из двух цифр индекса региона Украины по местонахождению производителя продукции, серии и индивидуального для каждой марки номера. Кроме того, на каждую марку наносятся следующие реквизиты: надпись, состоящую из начальных букв слов «табак импортный» или «табак отечественный» — «ТІ» или «ТВ», двузначного и однозначного числа (год и квартал выпуска марок), разделённые косыми линиями;

Украина: акцизные марки на табачные изделия образца 2008 года
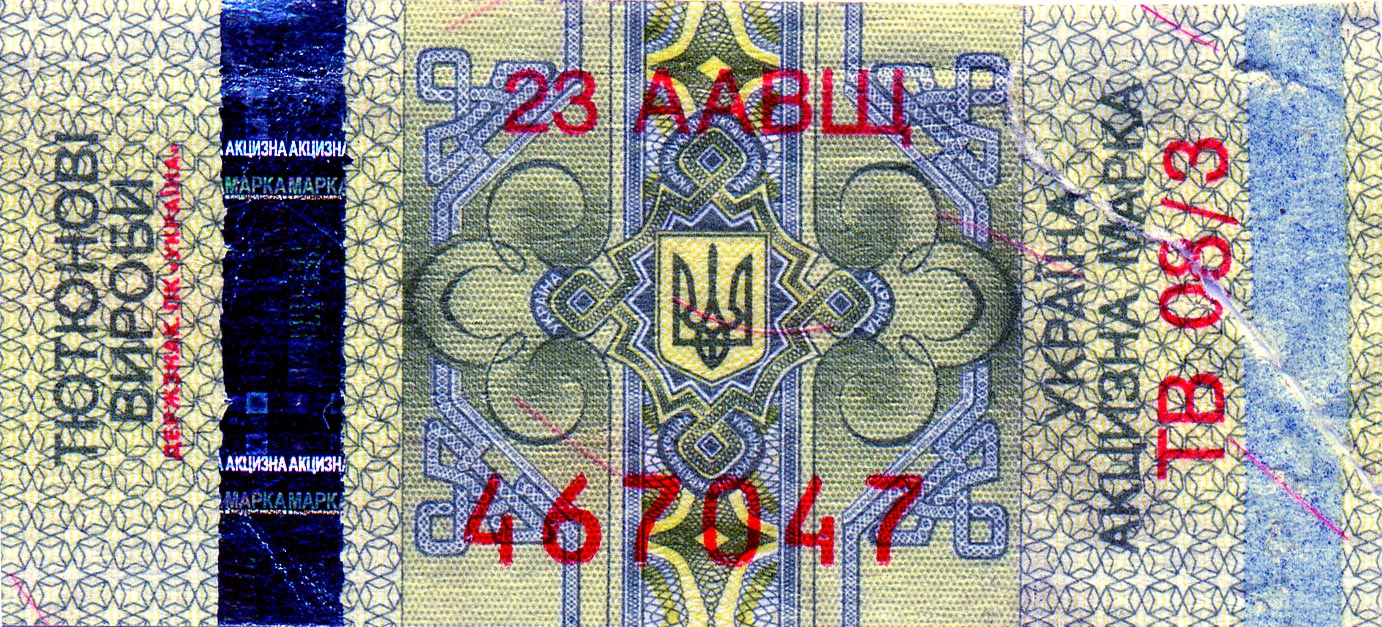
Черкасская область
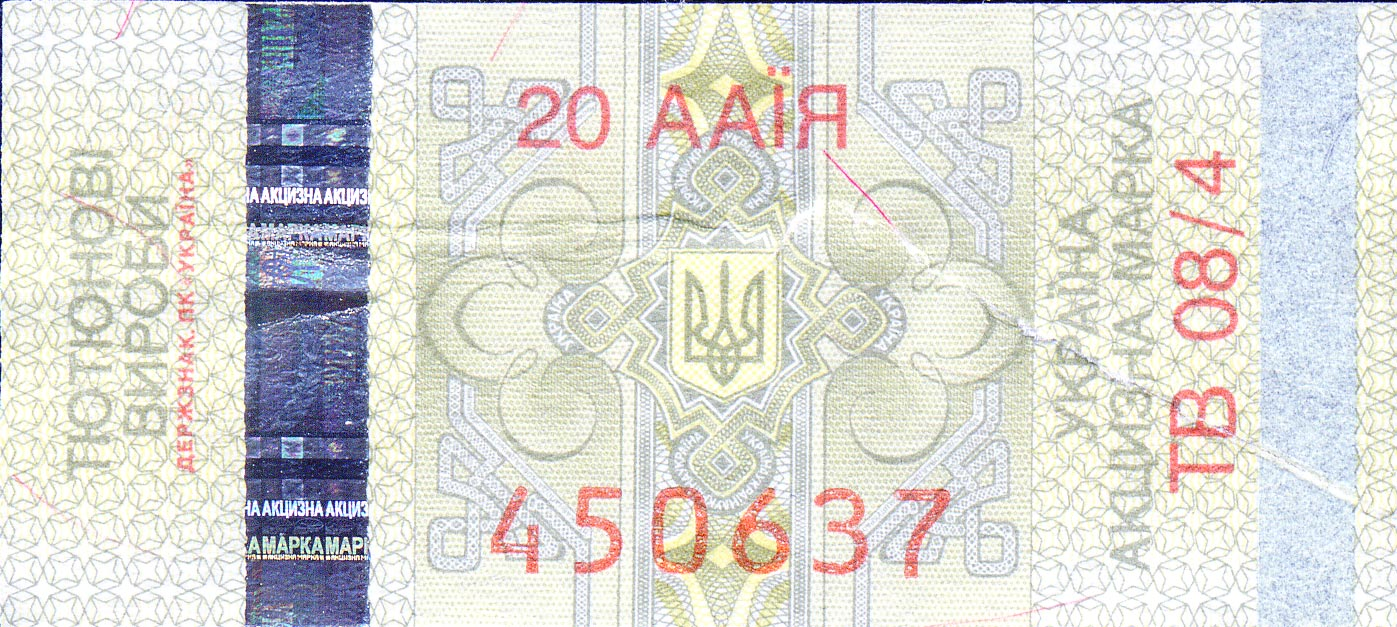
Харьковская область
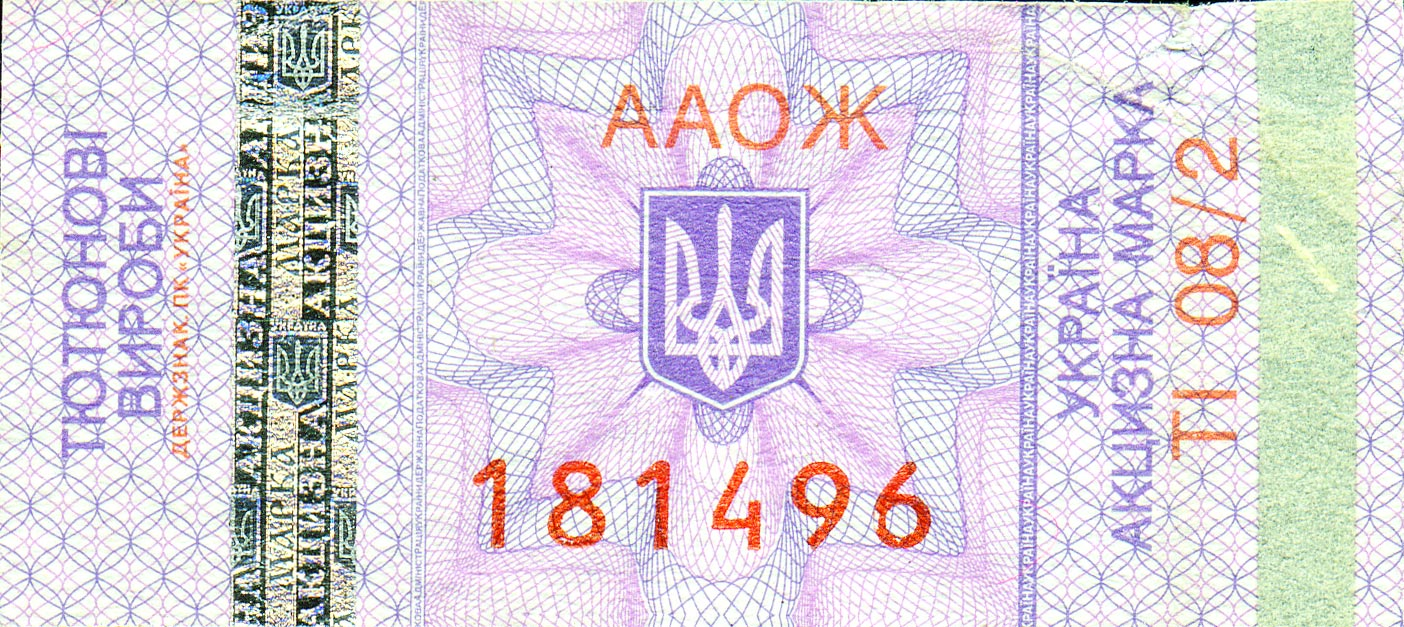
Табачные изделия иностранного производства

С 1 июля 2018 года акцизные марки для отечественных сигарет выполняются в зелёной цветовой гамме; для других отечественных табачных изделий — в оранжевой; для импортных сигарет — в синей; для других импортных табачных изделий — в бордовой.
Индексы регионов Украины (с середины 2000-х годов)
- 01 Автономная Республика Крым

Области
- 02 Винницкая
- 03 Волынская
- 04 Днепропетровская
- 05 Донецкая
- 06 Житомирская
- 07 Закарпатская
- 08 Запорожская
- 09 Ивано-Франковская
- 10 Киевская
- 11 Кировоградская
- 12 Луганская
- 13 Львовская
- 14 Николаевская
- 15 Одесская
- 16 Полтавская
- 17 Ровненская
- 18 Сумская
- 19 Тернопольская
- 20 Харьковская
- 21 Херсонская
- 22 Хмельницкая
- 23 Черкасская
- 24 Черновицкая
- 25 Черниговская
- 26 Киев
- 27 Севастополь

## Для маркировки аудио-, видео- продукции и компьютерных игр

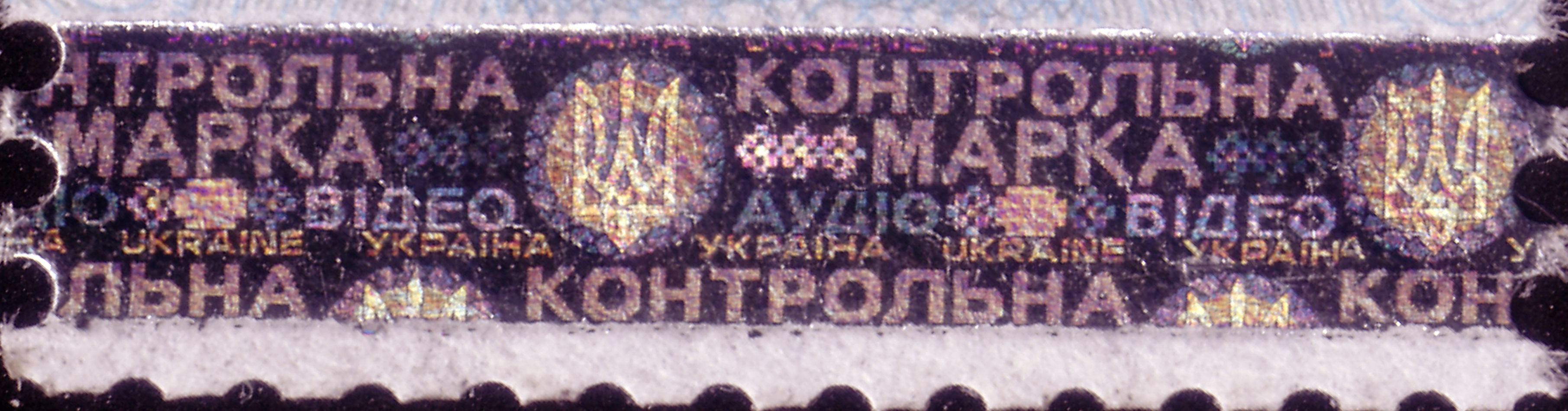
Бумажные марки. Тип голограммы 1

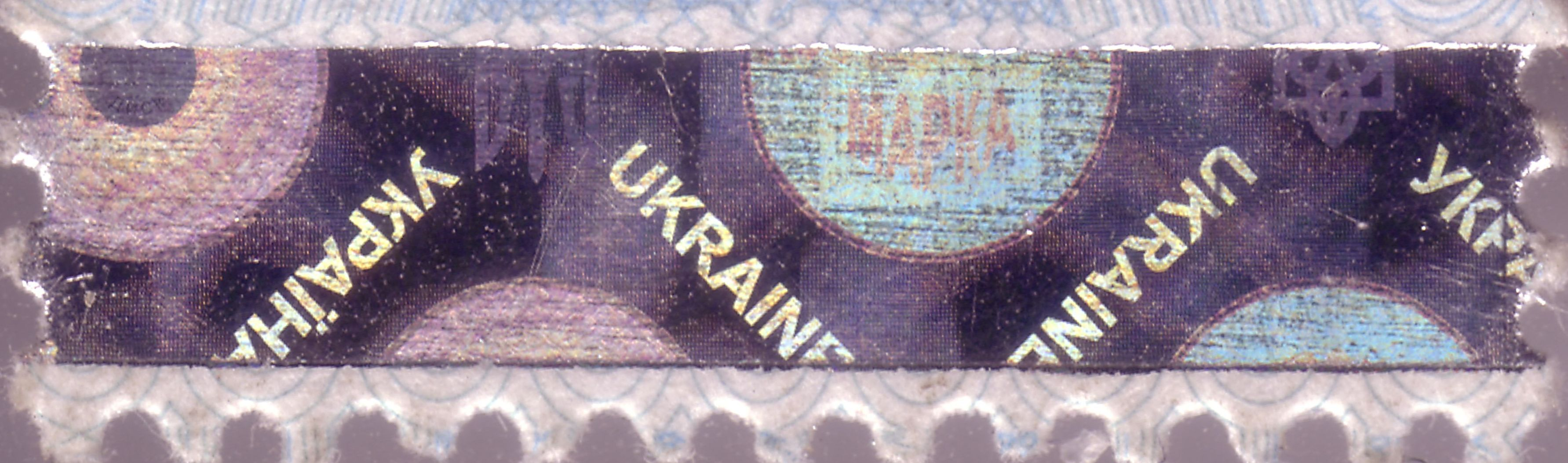
Бумажные марки. Тип голограммы 2

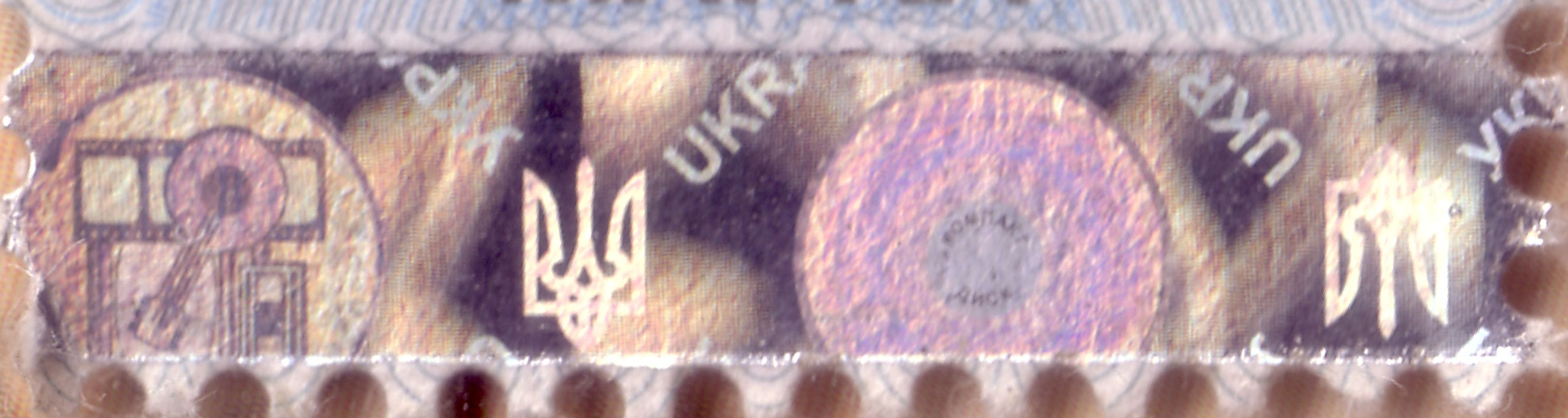
Тип голограммы 2 (под другим углом)

### Бумажные марки
Во второй половине 1990-х (не ранее 1997) по примеру России, где на лицензионные диски с 1996 года(?) клеилась или печаталась на их обложке негосударственная наклейка РАО (Российского общества по охране авторских прав), на Украине были выпущены государственные бумажные контрольные зубцовые марки прямоугольной формы с вертикальной голографической полосой слева, единые для любой продукции на дисках и видеокассет. Они имели хождение до 2002(?) года. Номер марки печатался вверху красным цветом, серия — внизу серым.
Имелись минимум два различных типа голограммы на полосах этих марок.

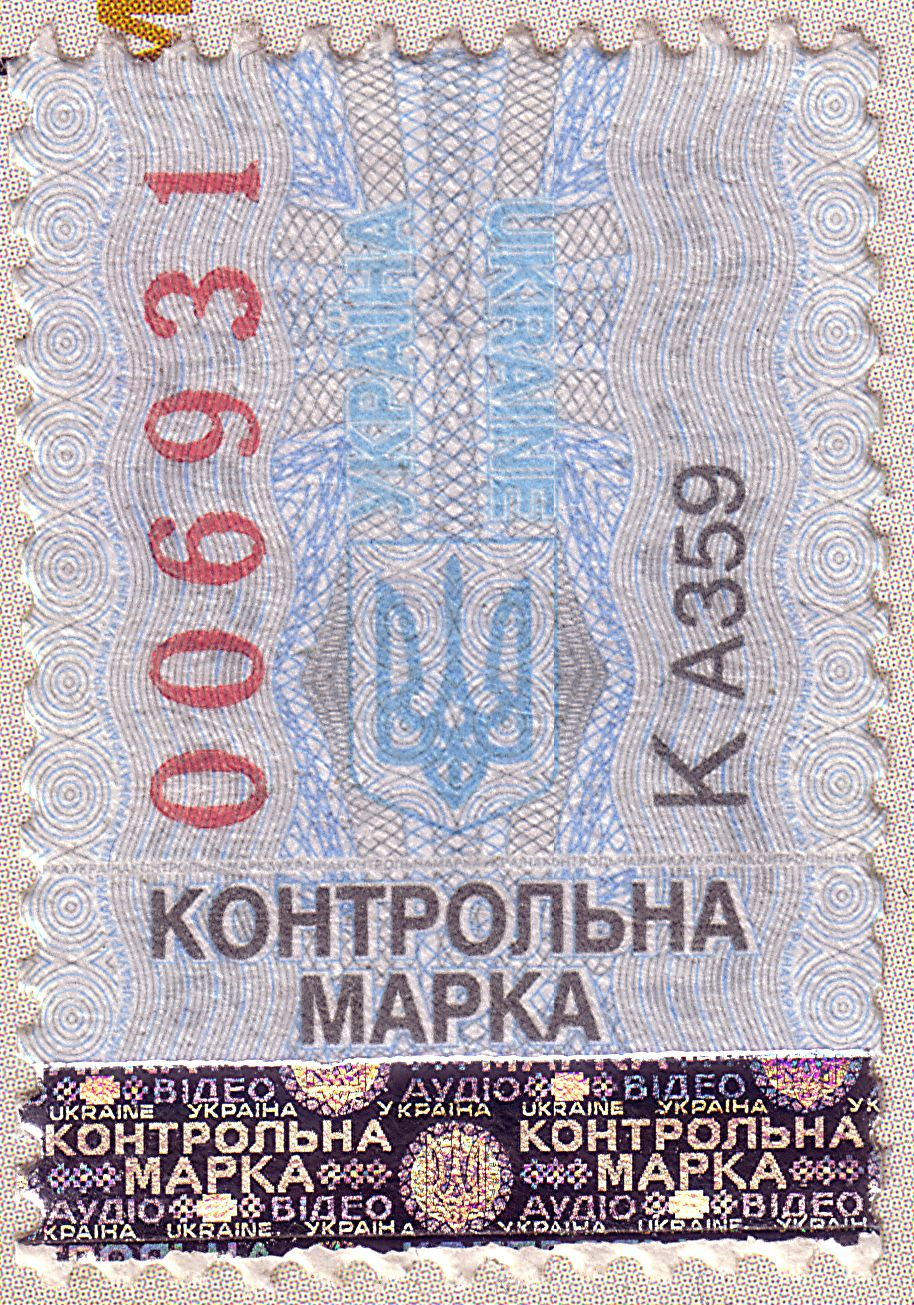
Бумажная зубцовая марка без надпечатки (ранний вариант). Тип голограммы 1
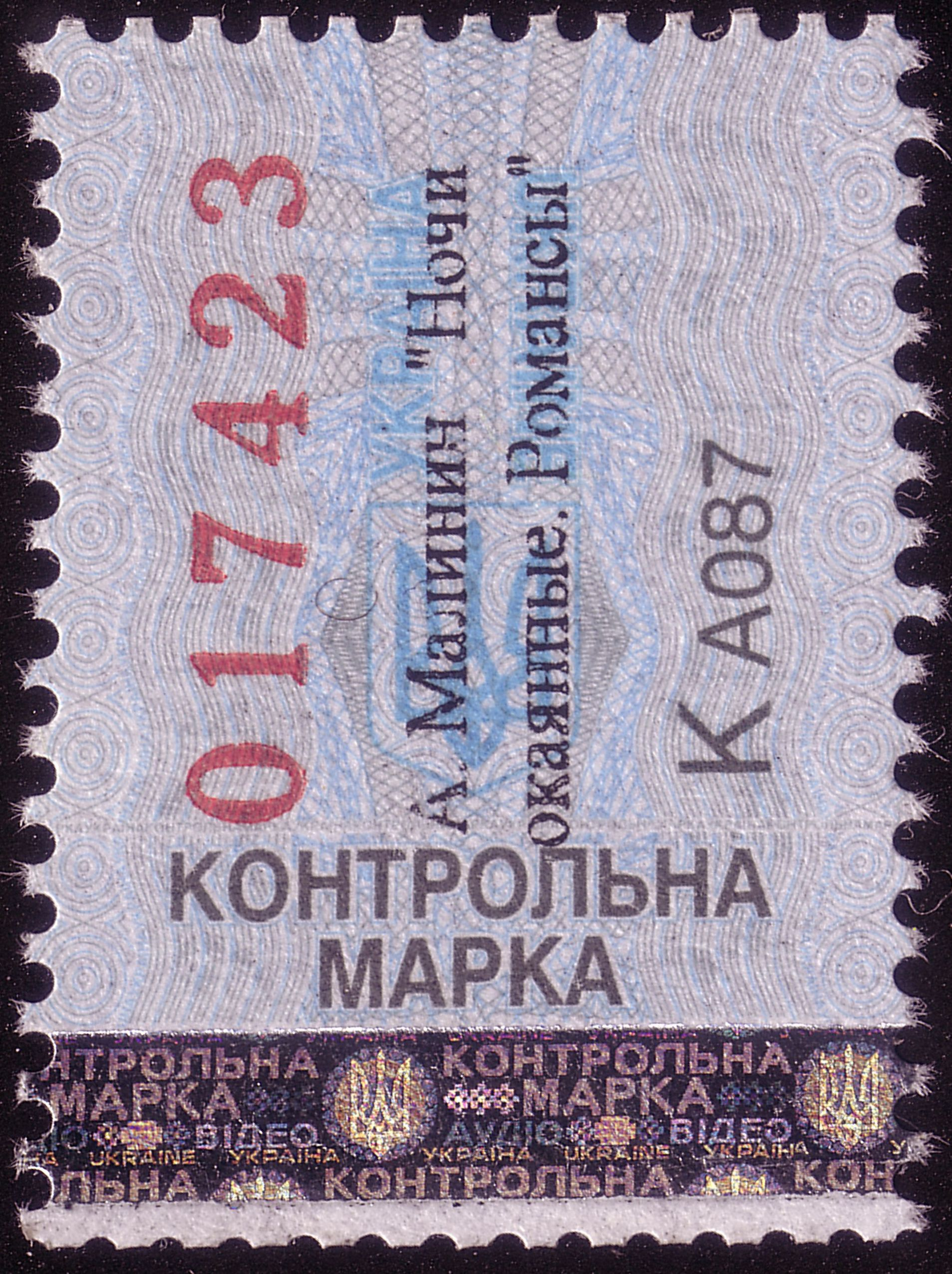
Бумажная зубцовая марка с надпечаткой исполнителя и названия альбома (поздний вариант). Тип голограммы 1
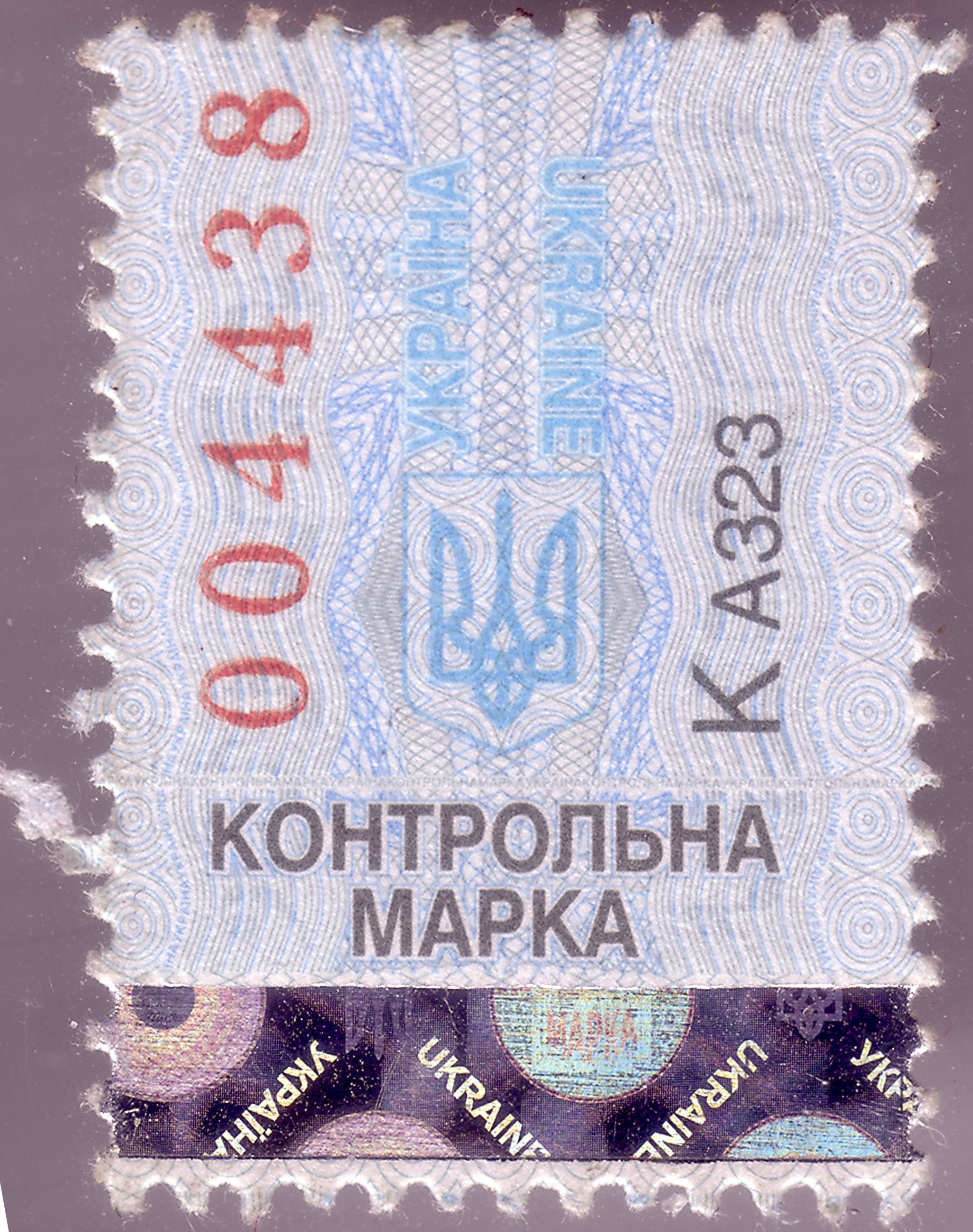
Бумажная зубцовая марка без надпечатки исполнителя и названия. Тип голограммы 2
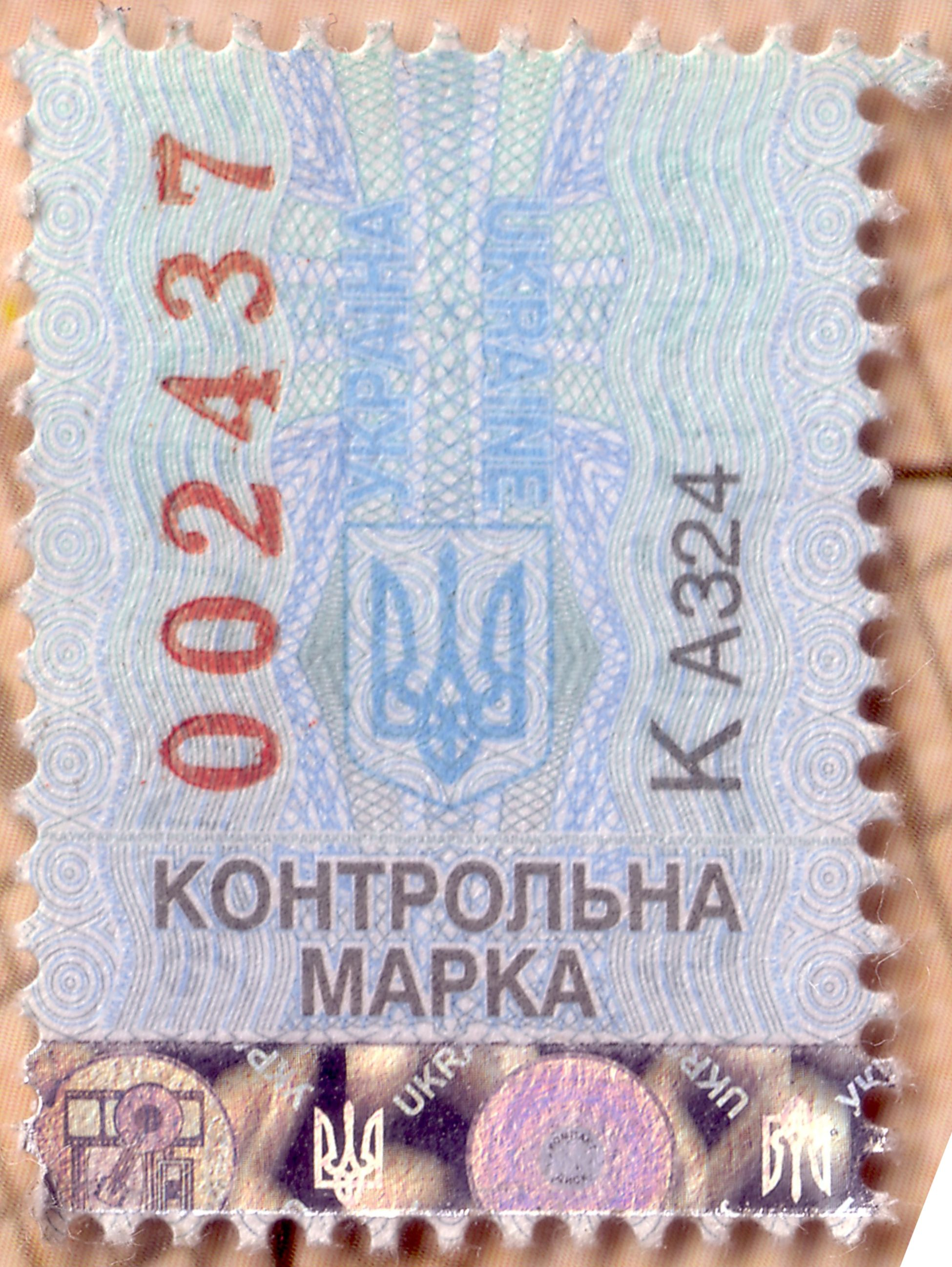
Бумажная зубцовая марка без надпечатки. Тип голограммы 2 (освещена под другим углом)

### Марки на фольге

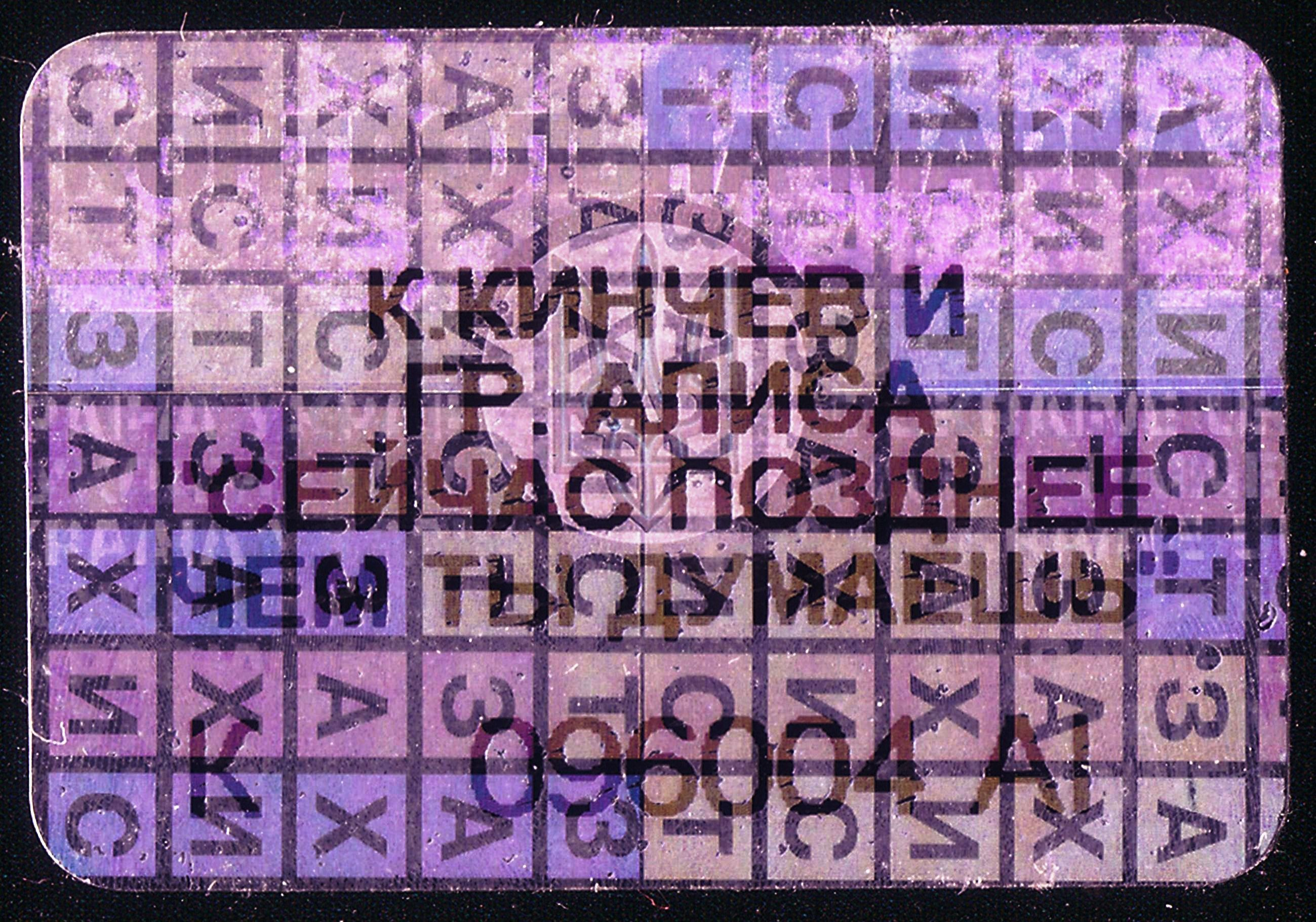
«Сетка» из расчерченных квадратов голографической марки, одинаковая для любого типа, на марке типа 2 (муз. CD)

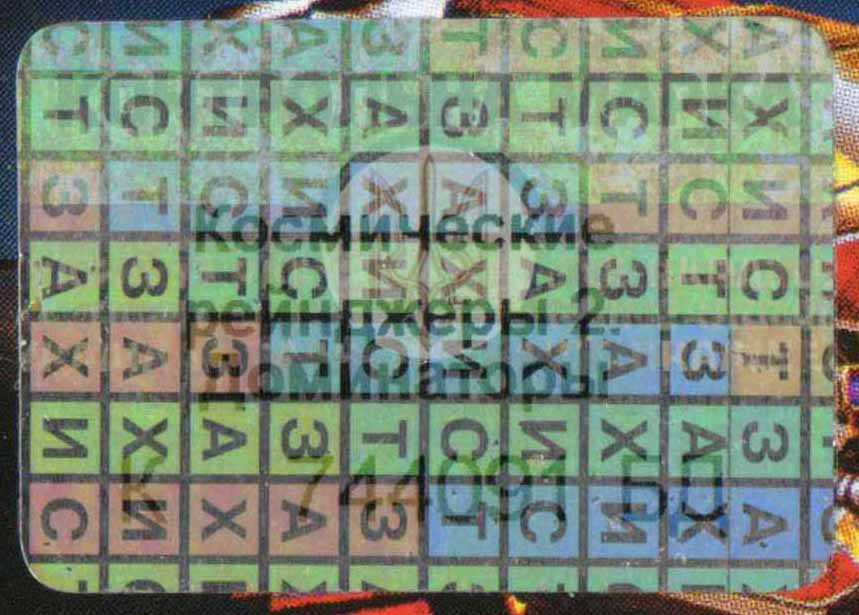
«Сетка» из расчерченных квадратов, одинаковая для любого типа, на марке типа 2 (компьютерная игра)

В 2000 (2001?) году были введены голографические беззубцовые марки на серебристой фольге прямоугольной формы с закруглёнными углами, которых, по состоянию на 2009 год, выпущено три вида: один тип — для аудиопродукции; другой тип — для любой (в том числе и аудио) продукции на дисках-носителях; третий тип — для ДВД.
На каждой из голографических марок должна была быть надпечатка тёмной (чаще всего чёрной) краской названия диска (альбома, игры, фильма) на языке оригинального названия (чаще всего английском либо русском); тогда как на бумажных могло не быть никакой дополнительной надпечатки.
Фольгированные самоклеящиеся марки изготовляются с сильной клеевой основой (их нельзя оторвать либо отпарить без повреждения).

### Голограмма аудиомарки (тип 1)
- Вид вертикально сверху:

Прямоугольник из 10½ расчерченных квадратов по горизонтали и семи квадратов по вертикали; в каждой строке по вертикали слово «захист» («защита») бегущей строкой («захистзахистз…»); каждая строка на разном уровне.
- Вид под углом сбоку:

Вверху горизонтальная надпись «контрольна марка»; под ней слева трезубец размером 3 × 3 квадрата с вертикальной справа от него надписью «Украина», также высотой 3 квадрата.
Всю площадь марки занимает изображение ¼ части винилового аудиодиска с ясно видимыми концентрическими звуковыми дорожками, «радугой» над ними в виде симметричных пересекающихся дуг и частью «яблока» (этикетки) диска в правом верхнем углу марки. На «яблоке» разбросаны узоры из маленьких изображений виниловых дисков, музыкальных ключей и вписанных в круг пятиконечных звёзд.

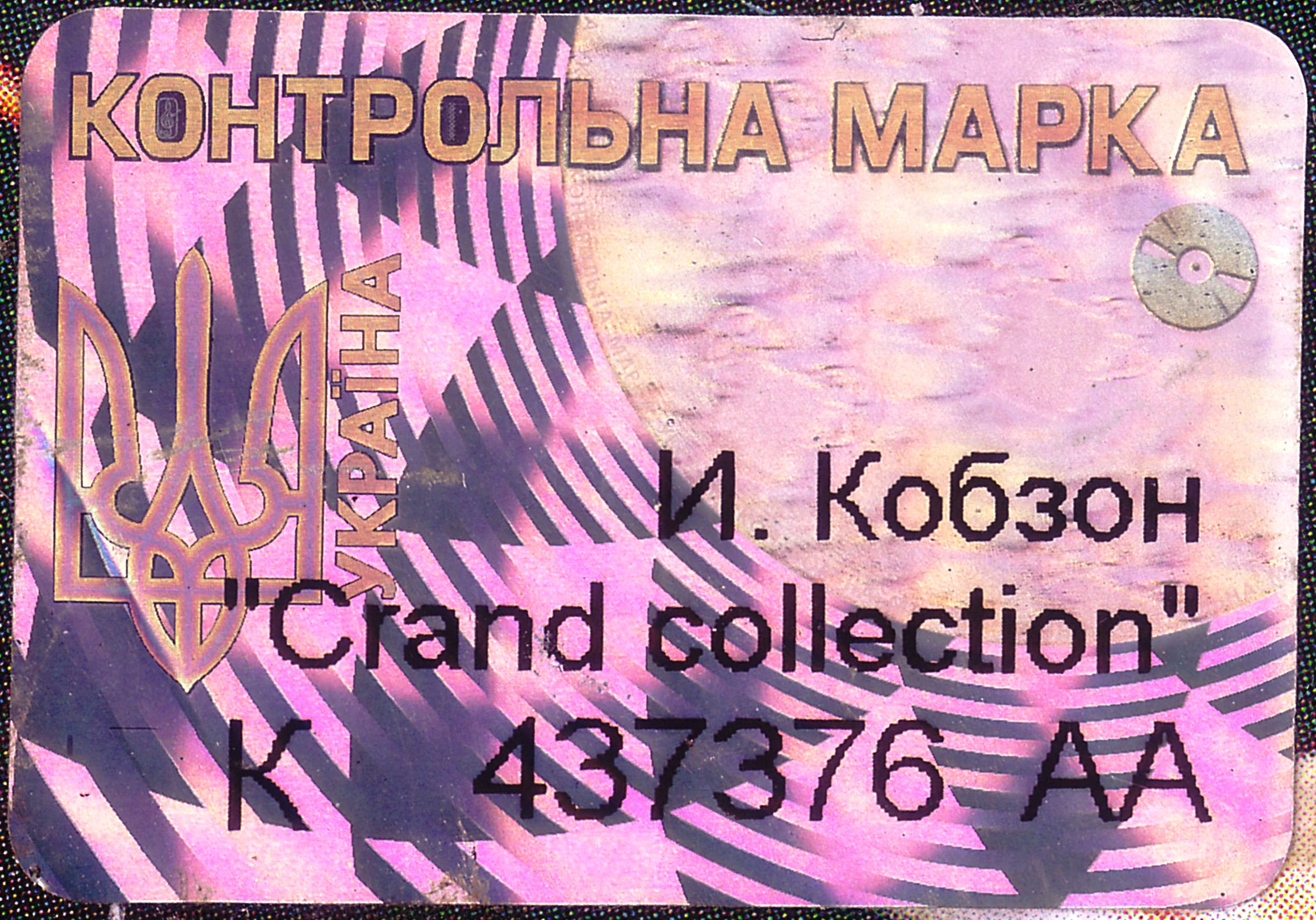
Голографическая марка с надпечаткой исполнителя и названия альбома (вып. 2001). Тип голограммы - аудио
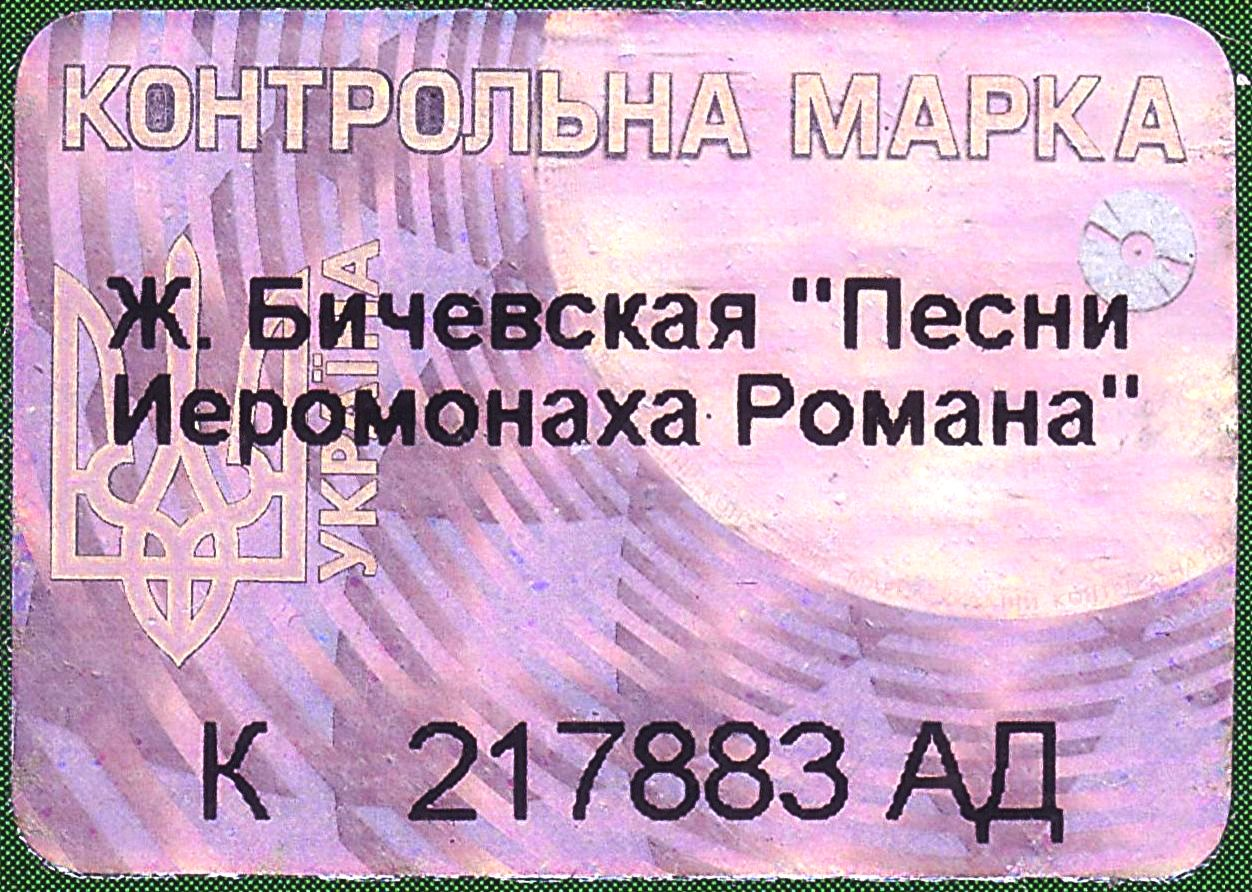
Голографическая марка с надпечаткой исполнителя и названия альбома (вып. 2002). Тип голограммы - аудио

### Голограмма марки для любой продукции (тип 2)
- Вид вертикально сверху:

Полностью соответствует предыдущему описанию марки для аудиопродукции
- Вид под углом сбоку:

Вверху горизонтальная надпись «контрольна марка»; под ней по центру марки вписанный в круг трезубец; размер трезубца 2 квадрата по горизонтали и 2½ по вертикали.
С обеих сторон трезубца марку пересекает горизонтальная полоса на 3 квадрата ниже верхнего края марки. Под полосой идут 8 полных горизонтальных бегущих строк «україна україна ukraine ukraine» (на украинском и английском языках, по два слова подряд на одном языке) общей высотой 4½ квадрата.
Трезубец «опирается» на симметричную конструкцию типа барельефа над портиком здания, занимающую нижнюю часть марки и состоящую из пяти вертикальных косых парабол (строки «україна ukraine» идут сквозь неё).

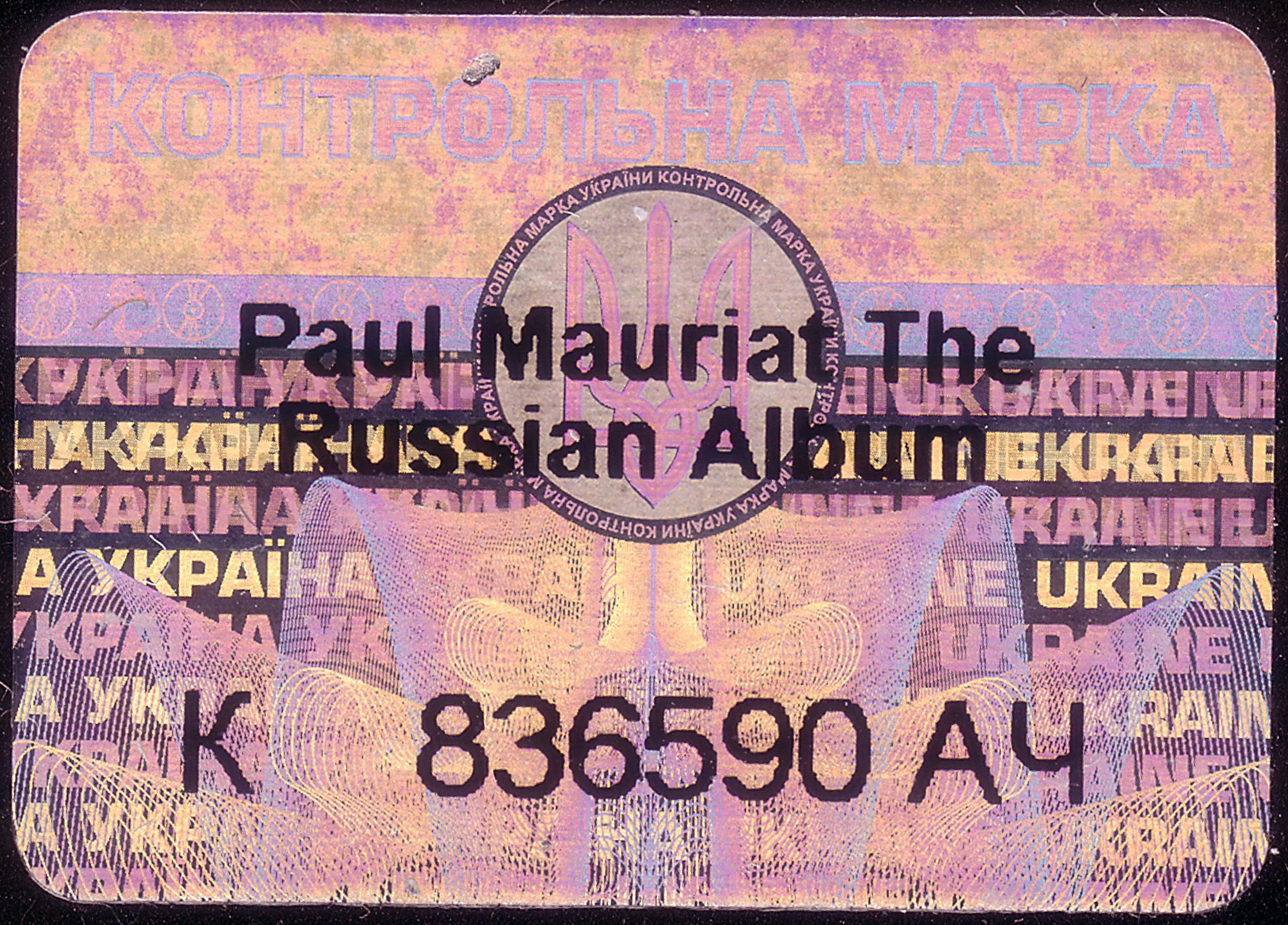
Голографическая марка с надпечаткой исполнителя и названия альбома (вып. 2002). Тип голограммы 2
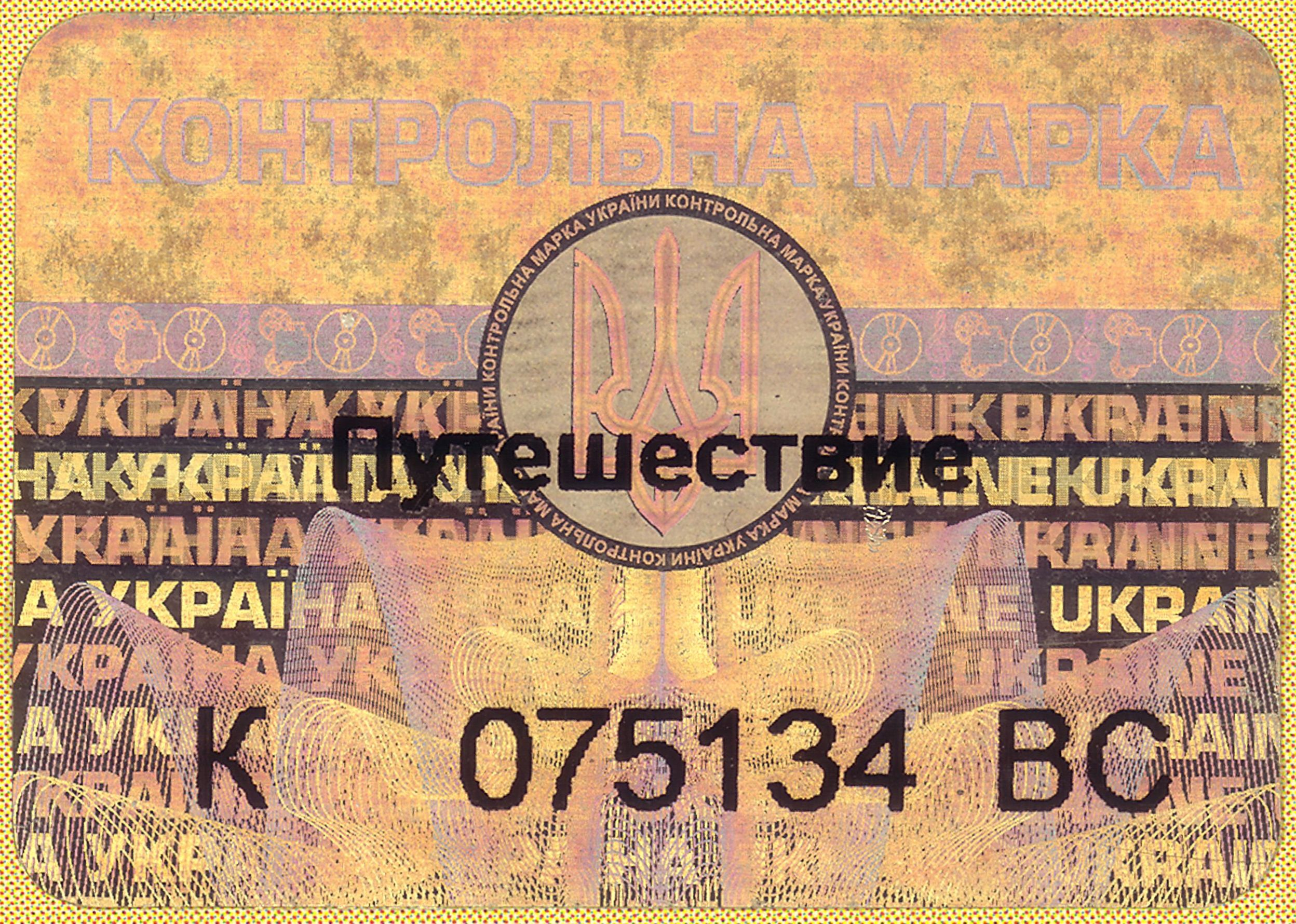
Голографическая марка с надпечаткой названия компьютерной игры (вып. 2004). Тип голограммы 2

### Голограмма марки для DVD (тип 3)
- Вид вертикально сверху:

Полностью соответствует предыдущему описанию марки для аудиопродукции
- Вид под углом сбоку:

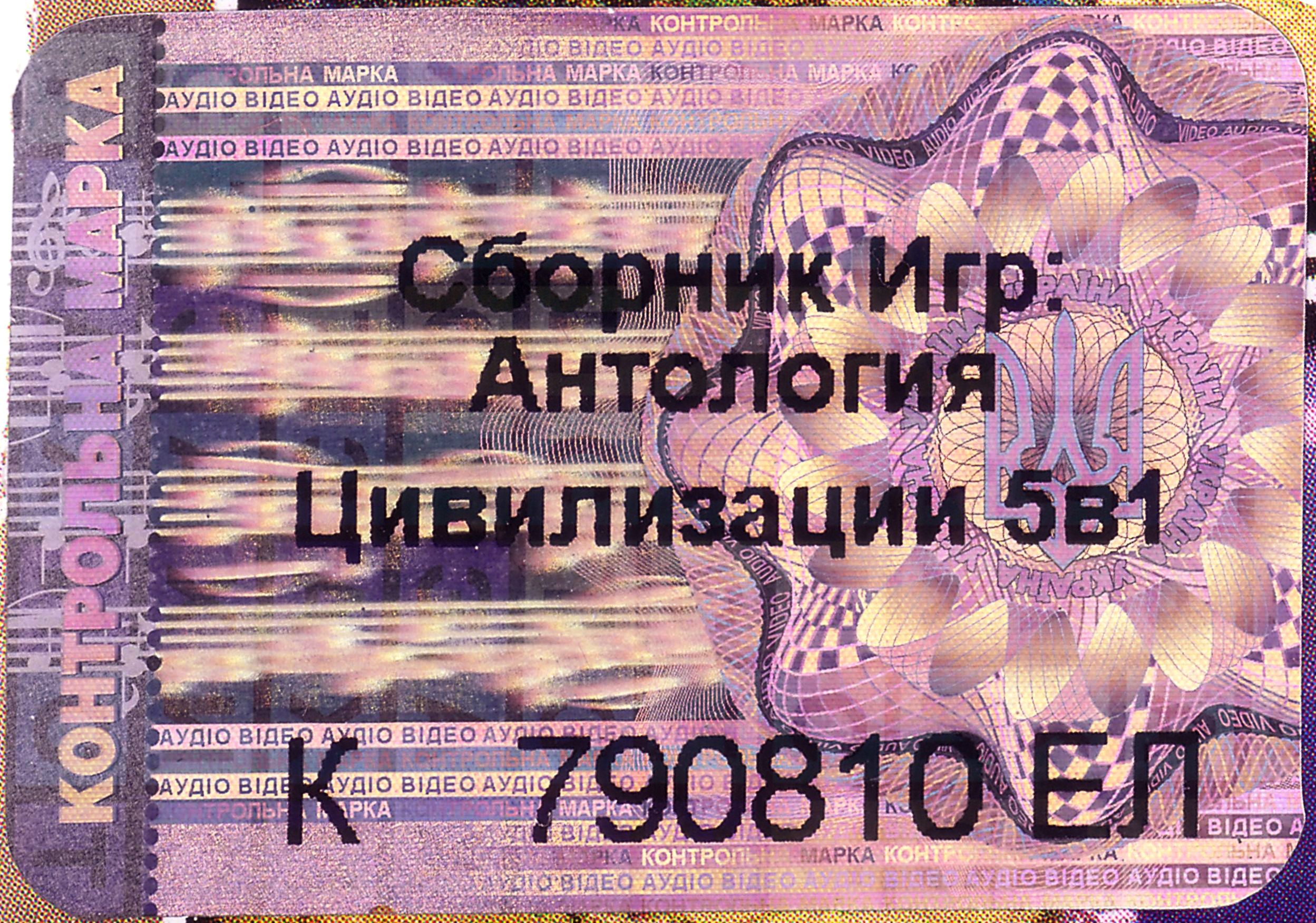
Голографическая марка с надпечаткой названия игр (вып. 2007). Тип 3
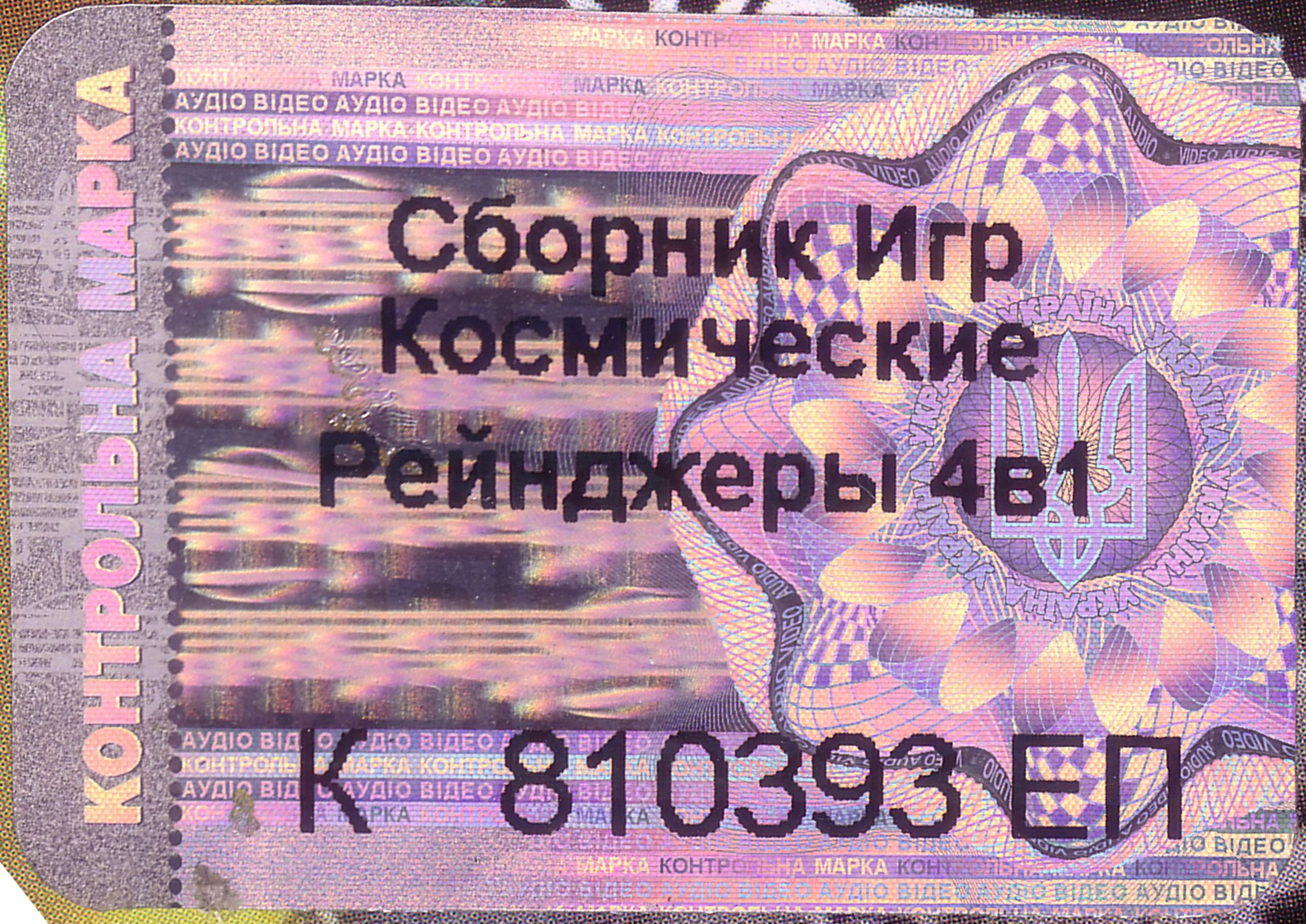
Голографическая марка с надпечаткой названия игр (вып. 2008). Тип 3

## Для кассовых аппаратов
В 200?? году на Украине были введены государственные марки, которыми опечатываются кассовые аппараты после каждого их вскрытия.